# Heerlijkheid Reichelsburg

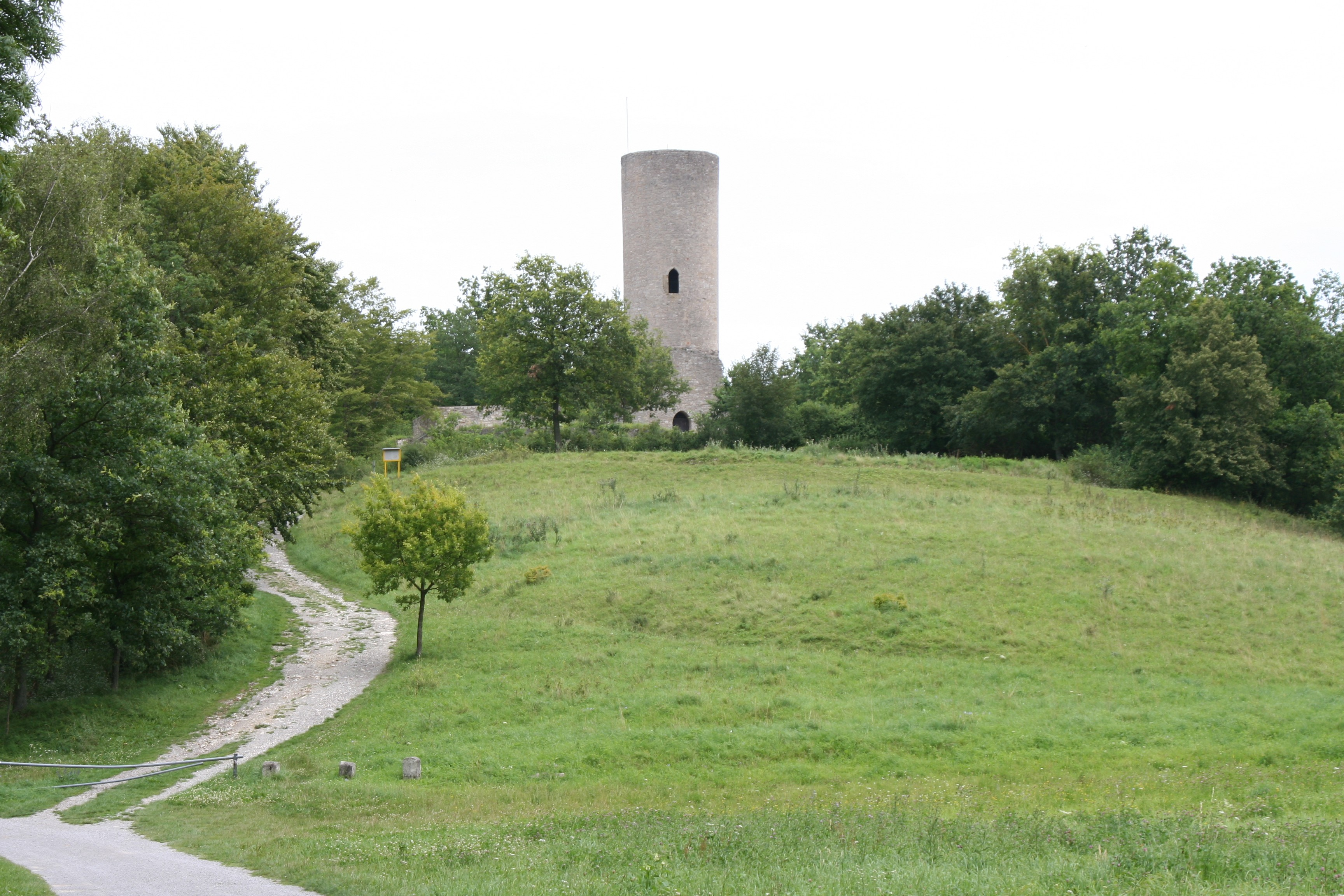
Ruïne van de Reichelsburg

De heerlijkheid Reichelsburg was een tot de Frankische Kreits behorende heerlijkheid binnen het Heilige Roomse Rijk.
De Reichelsberg, later Reichelsburg, is nu een ruïne bij het tot de stad Aub behorende dorp Baldersheim in Beieren.
Omstreeks 1230 was de burcht Reichelsburg in bezit van het huis Hohenlohe-Brauneck. De burcht was oorspronkelijk een leen van het prinsbisdom Bamberg en sinds de vijftiende eeuw een leen van het prinsbisdom Würzburg. Het prinsbisdom kocht in 1521 de heerlijkheid Reichelsberg met de stad Aub.
Sinds 1669 was het burchtambt verenigd met Röttingen tot een hoofdambt. In 1671 schonk de prins-bisschop van Würzburg, Johan Philips van Schönborn de stem en de zetel die aan de heerlijkheid waren verbonden aan zijn broer. De heerlijkheid zelf bleef in bezit van het prinsbisdom.
In 1678 werd de leden van de familie Schönborn tot rijksgraaf verheven in in 1684 kregen zij een zetel in het college van de graven van Franken in de Rijksdag.
Omdat het gebied van de heerlijkheid deel uitmaakte van het bisdom Würzburg, werd zij in artikel 24 van de Rijnbondakte van 12 juli 1806 niet vermeld bij de mediatisering. De heerlijkheid volgde de geschiedenis van het groothertogdom Würzburg.